# 阿列尔·佩斯塔诺
阿列尔·佩斯塔诺（西班牙語：Ariel Pestano，1974年1月31日—），古巴棒球运动员。他曾代表古巴国家队参加2000年、2004年和2008年夏季奥林匹克运动会棒球比赛，获得一枚金牌和二枚银牌。